# Philippe Lioret
Philippe Lioret (Parigi, 10 ottobre 1955) è un regista e sceneggiatore francese.

## Biografia
Intraprende la sua carriera cinematografica come tecnico del suono, dagli inizi degli anni ottanta ai primi anni novanta. Nel 1993 affronta la prima regia su un suo testo con Tombés du ciel.
Nel 2016 è presente nella sezione Festa Mobile del 34° Torino Film Festival con il film Le Fils de Jean.

## Filmografia
- Tombés du ciel (1993)
- Tenue correcte exigée (1997)
- Mademoiselle (2001)
- L'Équipier (2004)
- Je vais bien, ne t'en fais pas (2006)
- Welcome (2009)
- Tutti i nostri desideri (Toutes nos envies) (2011)
- Le Fils de Jean (2016)
- Paris-Brest (2019)

## Premi e riconoscimenti

### Festival internazionale del cinema di Berlino
- 2009 - Label Europa Cinemas per Welcome

### Premio César
- 2007 - Candidato a miglior film per Je vais bien, ne t'en fais pas
- 2007 - Candidato a miglior regista per Je vais bien, ne t'en fais pas
- 2007 - Candidato a miglior adattamento per Je vais bien, ne t'en fais pas
- 2010 - Candidato a miglior film per Welcome
- 2010 - Candidato a miglior regista per Welcome
- 2010 - Candidato a miglior adattamento per Welcome

### David di Donatello
- 2010 - Candidato a miglior film europeo per Welcome